# Mr.サマータイム
「Mr.サマータイム -夏物語-」（ミスター・サマータイム なつものがたり）は、日本のコーラスグループであるサーカスの楽曲。
カネボウ '78夏キャンペーンソングとして、1978年3月25日にアルファレコードからリリースされ、アルバム『FASCINATION』（1989年）には、「ミスター・サマー・タイム（'89バージョン）」としてメロディーを大幅にアレンジしたセルフカバーが収録されている。
サーカスは同楽曲で、1978年末の『第29回NHK紅白歌合戦』に初出場を果たした。

## 音楽性
表題曲である「Mr.サマータイム -夏物語-」は、フランスのミッシェル・フュガン&ル・ビッグ・バザールが1972年に発表した「愛の歴史 (原題：Une Belle Histoire)」に邦訳詞をつけてカバーしたもので、歌詞の内容は不倫を悔やむ女性の心情を歌ったムード歌謡的な楽曲となっている。レコーディングはすでに1977年12月には終わっていたが、翌1978年1月に、急遽コーセーからカネボウのCMソングに変更となった。カネボウはその年の夏のキャッチコピーが「Mr.サマータイム」と決まっていたので、「Mr.メモリー」の歌詞を「Mr.サマータイム」に変更することとなり、1978年2月1〜3日に改めてレコーディングし直すこととなった。

## 記録
1978年8月中に100万枚を突破する大ヒットとなった。また、オリコンシングルチャートではグループ唯一の1位を獲得し、65.2万枚のセールスとなり、シングルで最大の売上を記録している。
1978年1月に生放送が開始されたTBS系『ザ・ベストテン』には、同年6月29日に第8位で初登場。その後7月27日と8月10日に最高第4位へ上昇し、8月24日（第6位）まで9週連続で10位以内にランクされた。

## 収録曲
| #  | タイトル                     | 作詞                                      | 作曲                 | 編曲     |
| -- | ---------------------------- | ----------------------------------------- | -------------------- | -------- |
| 1. | 「Mr.サマータイム -夏物語-」 | - ピエール・ドラノエ - 日本語詞: 竜真知子 | ミッシェル・フュガン | 前田憲男 |
| 2. | 「デイ・ドリーミング」       | 竜真知子                                  | 広谷順子             | 萩田光雄 |

## リリース履歴
| No. | 日付          | レーベル         | 規格            | 規格品番 | 備考 |
| --- | ------------- | ---------------- | --------------- | -------- | ---- |
| 1   | 1978年3月25日 | アルファレコード | 7インチレコード | ALR-1001 |      |

## タイアップ
| # | 曲名                         | タイアップ                                      | 出典  |
| - | ---------------------------- | ----------------------------------------------- | ----- |
| 1 | 「Mr.サマータイム -夏物語-」 | カネボウ '78夏キャンペーンソング                | [ 3 ] |
| 1 | 「Mr.サマータイム -夏物語-」 | 日本テレビ系ドラマ『おとなの夏休み』第8話主題歌 |       |